# 穂積五一
穂積 五一（ほづみ ごいち、1902年3月26日 - 1981年7月17日）は、日本の社会教育家。アジア学生文化協会、アジア文化会館の創設者として知られる。アジア、アフリカ、ラテンアメリカなどから2万人を超える留学生を受け入れ、国際交流に貢献した。

## 経歴
愛知県八名郡能登瀬村（現・新城市能登瀬）に生まれる。父親は帝国議会議員を1期務めた鈴木麟三。弟に日本社会党衆議院議員の穂積七郎がいる。幼くして1904年6月27日に父を亡くし、母とともに生家を追われる。旧制愛知県豊橋中学校を経て、旧制第七高等学校造士館を1926年に卒業し、同年東京帝国大学に進学。
1925年（大正14年）、上杉慎吉を中心とする思想団体「帝大七生社」が結成され、穂積は同団体において会員の育成にあたった。1929年（昭和4年）、東京帝国大学法学部を卒業した年に上杉が死去。1932年（昭和7年）2月から3月にかけて血盟団事件が発生するが、帝大七生社の会員のうち4名が事件に関与、逮捕されている。同年、帝大七生社の学生宿舎である「至軒寮」を東京市本郷区に開設した。
1940年（昭和15年）8月、三上卓らとともに「皇道翼賛青年連盟」を結成した。満州移民に反対し、朝鮮と台湾の解放を唱え、朝鮮の独立運動家をかくまい、日米開戦後は「反東条」を掲げて戦争終結の道を探った。
1945年（昭和20年）、敗戦を機に至軒寮は「新星学寮」と改称。間もなく公職追放となる
追放解除後の1957年（昭和32年）3月、新星学寮に東大アジア学生友好会を結成。留学生との交流活動を開始する。同年9月、文部省所管の財団法人としてアジア学生文化協会を設立。穂積は寮を守り続け、官途にもつかず、国内外の青年たちの訓育に生涯を捧げた。自宅も「新星学寮」と同じ敷地（文京区本郷6丁目）に構えた。至軒寮・新星学寮からは村山富市・稲葉圭亮・岡崎英城・田中宏・丸谷金保・金丸三郎・山本富雄・塚本三郎・杉浦正健などの人物を輩出した。
1959年（昭和34年）8月、通商産業省の要請により海外技術者研修協会（現・海外産業人材育成協会）を設立し、理事長に就任。1960年（昭和35年）6月、アジア文化会館を設立。
1975年（昭和50年）10月、アジア学生文化協会が国際交流基金の「国際交流奨励賞」を受賞。
1981年（昭和56年）7月17日、東京医科歯科大学医学部附属病院で肺炎のため死去。79歳。